# Amata adjuncta
Amata adjuncta är en fjärilsart som beskrevs av Walker. Amata adjuncta ingår i släktet Amata och familjen björnspinnare. Inga underarter finns listade i Catalogue of Life.